# Yesid Aponzá
Yesid Alberto Aponzá Romero (* 14. Januar 1992 in Guachené; † 2. Oktober 2016 ebenda) war ein kolumbianischer Fußballspieler.

## Sportlicher Werdegang
Aponzá begann seine Laufbahn im Erwachsenenbereich bei Independiente Medellín in der Categoría Primera A. 2012 verlieh ihn der Klub zum seinerzeitigen Zweitligisten América de Cali, wo er Stammspieler im Mittelfeld war. Nach seiner Rückkehr konnte er sich nicht durchsetzen, daraufhin wechselte er 2014 innerhalb der ersten Liga zum Boyacá Chicó FC. Nach einem Jahr zog er im Sommer 2015 zu La Equidad weiter.
Im Oktober 2016 wurde Aponzá Opfer eines Verkehrsunfalls in seinem Heimatort Guachené, als er an einem spielfreien Wochenende gemeinsam mit seinem Mannschaftskameraden Camilo Mancilla unterwegs war. Während Aponzá im Alter von 24 Jahren an seinen Verletzungen starb, überstand Mancilla den Vorfall ohne Verletzungen.